# Рударство у Сијера Леонеу
Рударство у Сијера Леонеу сматра се једним од кључних фактора нестабилности у земљи и једним од разлога недавног грађанског рата у земљи. Традиционално, користи од ископавања дијаманата завршиле су код приватних компанија и корумпираних званичника, а не владе и људи земље.
Рударска индустрија Сијера Леонеа чинила је 4,5 процената БДП-а земље у 2007. години а минерали су чинили 79 процената укупног прихода од извоза, а дијаманти су чинили 46 процената прихода од извоза у 2008. години. Главни минерали експлоатисани у дијамант, рутил, боксит, злато, гвожђе и лимонит. 

Министарство минералних ресурса одговорно је за управљање минералним сектором у земљи и Законом о рудницима и минералима из 2009. године. Сијера Леоне је кандидат за Иницијативу за транспарентност екстракцијске индустрије (ЕИТИ). ГоСЛ објављује податке о лиценцама и уплатама рударских компанија у свом онлајн магацину који је основала Фондација за развој прихода. Магацин је покренут у јануару 2012. године. 

## Историја
Организовано рударство је почело 1920-их, а боксити су први пут снимљени 1920. дуж пута Фалабе до Ваиа. Дијаманти су пронађени почетком 1930-их, од 1934. до 1956. године, (SLST) држао је монопол за рударство, истраживање и стављање на тржиште дијаманта широм Сијера Леонеа. Консолидовани афрички изборни фонд (КАСТ), који је био власник рударске операције широм западне Африке, пружио је почетни капитал за SLST. 

### Законски оквир
Монопол је првобитно дат на 99 година, али 1955  SLST се одрекао права на алувијална земљишта ван свог простора закупа. То је омогућило занатско и ситно ископавање алувијалних лежишта, а до 1965. године дошло је до великог напретка са пољопривредног рада на обраду тих лежишта.  Године 1970. формирана је заједничка организација SLST и владе названа Национална корпорација за рударство дијаманата (НКРД). 
Пре почетка грађанског рата 1991. године 250.000 људи зарађивало је у сектору вађења руде и вађења камена, с директним и индиректним запошљавањем који су чинили 14% укупне радне снаге у земљи. Минерално богатство Сијера Леонеа, нарочито у дијамантима, постало је кљућни фактор његове нестабилности и избијања Грађанског рата. 

### Проклетство ресурса
Упркос томе што је међу десет земаља које производе дијаманте,  рударски сектор суочен је с многим изазовима, укључујући слабе законе и кријумчарење.  Сијера Леоне губи велики приход који би могао да се заради од пореза и издатих дозвола.  Ти би приходи могли бити поново уложени, на пример, у сектор здравства како би се помогло онима на чије здравље утичу рударске операције. 
Истраживања показују да је 50% дијаманата Сијера Леонеа било кријумчарено годишње.  NACE тврди да с добрим основним реформама, Сијера Леоне може до 2020. повећати извоз минерала до седам пута.  Рударски учинак Сиерра Леоне-а је изузетно лош у поређењу с Боцваном, где рударство доприноси око 38% њиховом БДП-у. 

## Минералне сировине

### Рутил
Сијера Леоне је рангирана као један од првих пет произвођача рутила, титанијумове руде, која се користи за пигмент боје и премазима за заваривање шипки. Влада је издала закупе рудних рутила у власништву Sierra Rutile Limited која је у власништву Титанијум ресурс групе која је у власништву европских и америчких инвеститора. Ови закупи покривају 580 km² земље на којој је 19 идентификованих рутилских лежишта. У 2009. години влада Сијера Леоне добила је Ле 1.854 милиона хонорара од рутилног рударства.  
У 2009. години производња смањена за 19.07 одсто на 63,860 тона, а извоз је вредан  35.920.300. америчких долара. 
Дана 8. децембра 2016. године, Sierra Rutile Limited, Сијера Леонеов највећи произвођач рутила, купио је Аустралијски рудар минерала, Лука Ресурс- 

### Злато
Ископавање злата у Сијера Леону састојало се од малих операција екплоатисања алувијалних наслага .  Након завршетка грађанског рата у Сијера Леонеу, истраживање злата је расло, а очекује се да ће од 2013. до 2015. године бити у производњи нови савремени рудници. Британска компанија Cluff Gold је 2010. пронашла лежишта злата у стенама на јужним брдима Кангари и планира да изгради механизован коп како би га експлоатисала . 
Током 2009. године ниво злата смањен је за 17,71 процената на 5060 Трој унца (157 kg) од 6150 Трој унца (191 kg) у 2008. То је последица пада рударске активности у другој половини године и упркос порасту цене злата на глобалном тржишту. Тај пад је такође могао бити последица повећаног кријумчарења пошто је влада Сијера Леоне подигла царину на више од суседних земаља. Повећање вредности злата значило је извоз злата у вредности од 15,73 процента у износу од 4,764,000 америчких долара у 2009. години у поређењу са 4,116,400 америчких долара у 2008. години. 

### Дијаманти
Дијаманти се налазе у око четвртини Сијера Леонеа на југоистоку и истоку земље, а дијамантска поља прекривају 7.700 квадратних километара. Главна подручја производње концентрисана су око подручја река у окрузима Коно, Кенема и Бо. У окрузима Коно, Кенема, Бо и Пујехун постоји 1.700 занатских дозвола за рударство. 
У 2009. години влада је забележила извоз 400,480 карата (80.096 г) дијаманата, ово укључује 143,620 карата (28,724 г) од индустријских дијаманата и 256,860 (51,372 г) драгуљ дијаманата. То је било и повећање од 7,86 процената у односу на претходну годину, што је последица законодавних измена, у виду новог закона о рударству, како би се омогућило ефикасније прикупљање накнада и ауторских накнада, као и повећање износа дијаманта. Дијамантски извоз је је био вредан  78.373.900 америчких долара у 2009. годинии чини 59 одсто извоза земље. Пад вредности дијаманата на светском тржишту значио је да је вредност извоза дијаманата смањена за 20,68 процената у 2009. години у односу на 2008. годину. 
Највећи дијамант пронађен у Сијера Леонеу, а трећи највећи дијамант на свету, био је груби дијамант од 969,8 карата (194 г). Пронађен је 1972. године и назван је Ан-ал из Сијера Леонеа .  
Сијера Леоне је требала бити једна од најбогатијих земаља на свету, благословена ресурсима, укључујући злато и дијаманте . Ипак, она остаје једна од најсиромашнијих светских земаља, у рангу  203. од 206 земаља према извештају светског развоја.   Богатство које су дијаманти требало да донесу није очигледно, а Сијера Леоне још увек произлази из ожиљака недавног бруталног грађанског рата у Сијера Леонеу који је потакнут незаконитом трговином дијамантима. Приход од рударства у Сијера Леонеу није прерасподељен како би се погодовало већем броју становника.  Рударска индустрија је допринијела 4,5% свом бруто домаћем производу (БДП-у) у 2007. години.  Економски развој је низак због лошег управљања ресурсима и нереализованих потенцијалних прихода. 

### Боксит
Производња боксита, алуминијумске руде Сијера Леоне-а представља око један проценат укупне светске производње. Депонирања се јављају између Моиамбе и Маноа, на полуострва Фритаун, у Крим-Кпака у округу Пујехун, на југу Сијера Леонеа; на северу, путем од Фалабе до Ваиа, у Камаквие и Макумре . 
Sierra Minerals Holdings је једина компанија за ископавање боксита у земљи и други највећи послодавац у рударској индустрији.  Sieromco Bauxite Mine има закуп на 321,7 km².  У 2009. години производња боксита је пала за 22,17 процената, на 742.820 тона. То је због тога што је компанија „Sierra Minerals престала са производњом од јуна до септембра 2009. као одговор на пад светске потражње за алуминијумом, који се производи из боксита. 

### Гвожђе
Ископавање хематитске руде гвожђа започело је у руднику Марампа 11. фебруара 2010. године после 35 година. Рудник је у власништву лондонског рудника који такође поседује дозволу за истраживање која покрива 319  km². 
Региja Тонколили домаћин је највећег лежишта руде гвожђа у Африци и трећег по величини у свету, које афрички минерали експлоатишу, у брдима око Бумбуне, Мабонтоа и Бендугуа  

## Управљање

### Институције
Неефикасност и корупција институција Сијера Леоне ометају њен економски раст. Одсуство добро успостављених институција резултат је деструктивног грађанског рата који је окончан тек 2002. године. Помоћ Светске банке донела је реформе, али и омогућила да локална управа постане лабава. Министарство минералних ресурса (Сијера Леоне) (ММР) спроводи прописе и имовинска права Закона о рудницима и минералима (Сиjera Леоне) у 2009. години.  Међутим, дозволе рударских компанија објављене су тек 2011. године. 

### Рударство и економија
Политике које се тичу доброг управљања рударском индустријом треба се проводити упоредо са ширим фокусом на развој економије, а треба уложити веће напоре на ширење производног и услужног сектора, који тренутно доприносе само 12% БДП-у.  Сиејера Леоне производи сирове дијаманте, али дијаманти квалитета драгуља се производе у развијеним земљама попут Белгије . На пример, влада Сијера Леоне може инвеститорима пружити веће пореске олакшице за вођење предузећа и улагања у Сијера Леоне, како би се олакшао пренос технологије и вештина домаћим радницима. Недавни пример је школа Гемстон Сијера Леоне, основана као институција за побољшање полирања, сечења и израде накита како би се побољшала локална обука и могућности запошљавања и привукли инострани инвеститори. 
Стога се у будућности може уложити више напора владе и вишенационалних корпорација на изградњи више постројења и постројења за обраду дијаманата у Сијера Леонеу како би се ојачала индустрија рударства дијаманата. 